# Stan Lee's Superhumans
Stan Lee's Superhumans är en amerikansk dokumentär-serie där serieskaparen Stan Lee och Daniel Browning Smith, alias "Rubberboy" ger sig ut i världen för att hitta verklighetens övermänskliga personer. Serien visas nuvarande på Discovery Channel.